# Espe
 For alternative betydninger, se Espe (flertydig). (Se også artikler, som begynder med Espe)
Espe er en by på Fyn med 505 indbyggere  (2024) 6 km sydvest for Ringe, 25 km syd for Odense og 19 km nordøst for Faaborg. Byen hører til Faaborg-Midtfyn Kommune og ligger i Region Syddanmark.
Espe hører til Espe Sogn, og Espe Kirke ligger i byen.

## Faciliteter
- Espe Skole og Børnehave er en landsbyordning med 35 ansatte. Børnehaven er normeret til 45 børn, og skolen har 165 elever, fordelt på 0.-6.klassetrin.[2] Fra 7. klasse skal eleverne på Nordagerskolen i Ringe.
- Espe Hallen benyttes af foreningen Krarup-Espe til badminton, håndbold, fodbold og skydning. Tre udenbys klubber bruger den til gymnastik. Hallen har motionscenter og Jumping Fitness (fitness på trampoliner). Der er to instruktører til hver af de to aktiviteter samt fire ansatte til hallens drift.
- Espe Forsamlingshus er godkendt til 149 personer.[3]
- Rehabiliteringscentret Bakkegården kan bevilge ophold på højest tre uger i døgnbemandet bolig.

## Historie

### Jernbanen
Espe havde station på Ringe-Faaborg Banen (1882-1962). Stationsbygningen, der først blev færdig i 1883, er bevaret på Kastanievej 2. Der var godstrafik på strækningen indtil 1987 og derefter sporadisk kørsel med veterantog til 2002. Skinnerne blev liggende på det stadig mere tilgroede tracé, til Naturstyrelsen og Faaborg-Midtfyn Kommune i 2012 anlagde Natursti Ringe-Korinth med asfalteret cykelsti og grusbelagt ridesti.

### Stationsbyen
I 1899 omtales byen således: "Espe, ved Landevejen, med Kirke, Præstegd., Skole og Forskole, Forsamlingshus (opf. 1890), Andelsmejeri, Jærnbane-, Telegraf- og Telefonstation;". Det lave målebordsblad viser desuden et savværk.